# Eleonora Gonzaga (1598-1655)
Pentru alte femei cu același nume, vezi Eleonora Gonzaga (dezambiguizare)
Eleonora Gonzaga (n. 23 septembrie 1598, Mantova, Ducatul de Mantova⁠(d) – d. 27 iunie 1655, Viena, Sfântul Imperiu Roman) a fost a doua soție a lui Ferdinand al II-lea, Împărat Roman, Arhiducesă de Austria, regină a Germaniei, regină a Ungariei și Boemiei.